# Ingo Schulze (Autor)

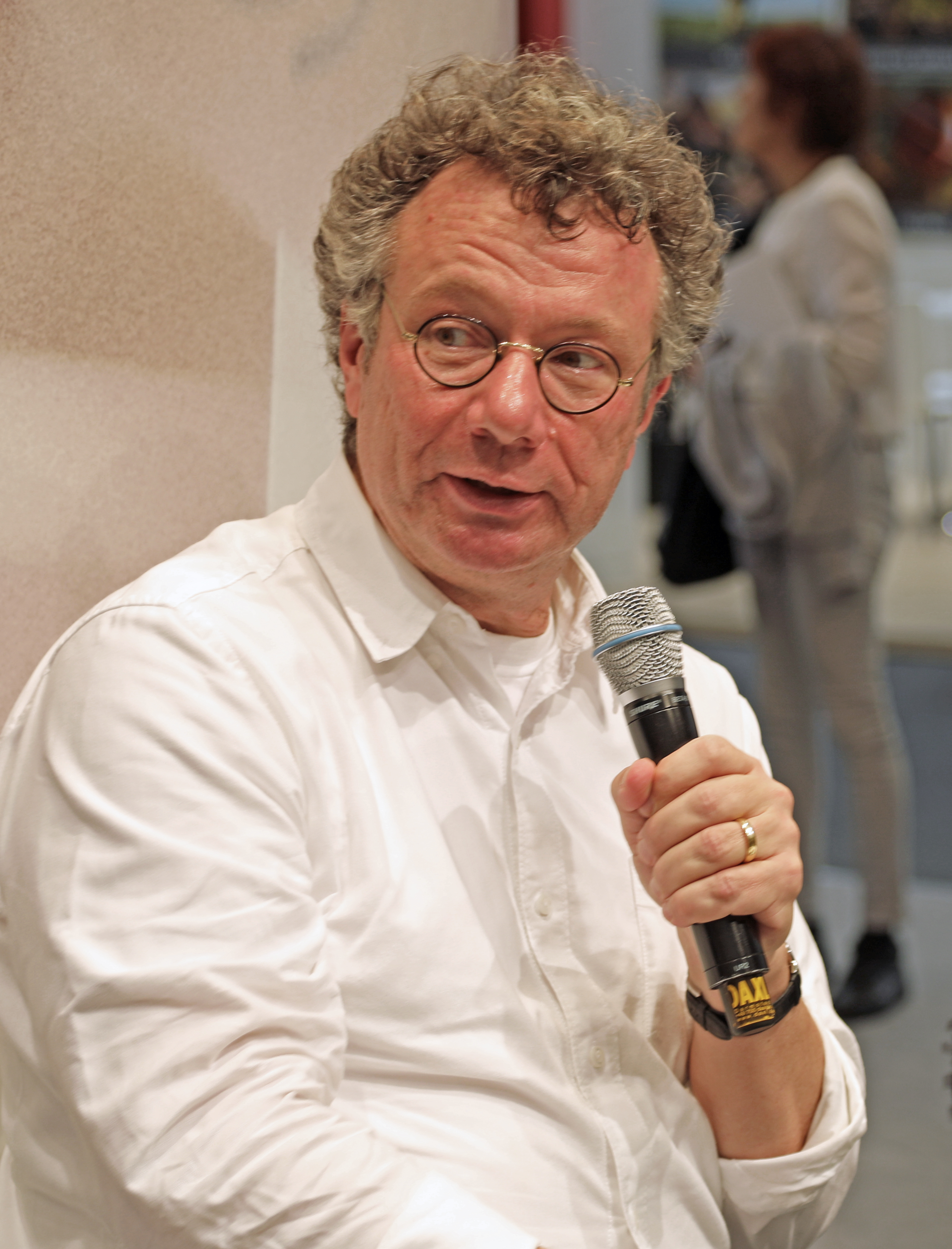
Ingo Schulze (2017)

Ingo Schulze (* 15. Dezember 1962 in Dresden) ist ein deutscher Schriftsteller und seit dem 3. November 2023 Präsident der Deutschen Akademie für Sprache und Dichtung.

## Leben
Schulze, Sohn eines Physikers und einer Ärztin, wuchs nach der Scheidung der Eltern bei seiner Mutter auf. Nach seinem 1981 an der Dresdner Kreuzschule bestandenen Abitur absolvierte er den Grundwehrdienst in der NVA; bis 1988 studierte er Klassische Philologie und Germanistik an der Universität Jena. Anschließend war Schulze für zwei Jahre als Dramaturg am Landestheater Altenburg, das er verließ, um als Journalist zu arbeiten: 1990 war er Mitbegründer der „unabhängigen Zeitung“ Altenburger Wochenblatt, die bis Herbst 1991 erschien, sowie eines Offertenblatts namens Anzeiger; beide wurden im Altenburger Verlag publiziert, dessen Geschäfte Schulze bis Ende 1992 leitete. Anfang 1993 ging er im Auftrag eines Geschäftsmannes nach Russland, wo er in Sankt Petersburg die Annoncenzeitung Привет Петербург (Privet Petersburg) lancierte. Seit Mitte der 1990er-Jahre lebt Schulze als freier Schriftsteller in Berlin. Aus seiner ersten Ehe hat er zwei Töchter. In zweiter Ehe ist Schulze mit der Literaturwissenschaftlerin Jutta Müller-Tamm verheiratet.
Seit 2006 ist er Mitglied der Akademie der Künste Berlin und seit 2007 der Deutschen Akademie für Sprache und Dichtung in Darmstadt. Außerdem ist er Mitglied der Sächsischen Akademie der Künste sowie des PEN-Zentrums Deutschland.
Im Herbst 2019 kuratierte Ingo Schulze das forum:autoren auf dem Literaturfest München. Sein Motto lautet „Einübungen ins Paradies. Fragen an die Welt nach 1989“.

## Werk

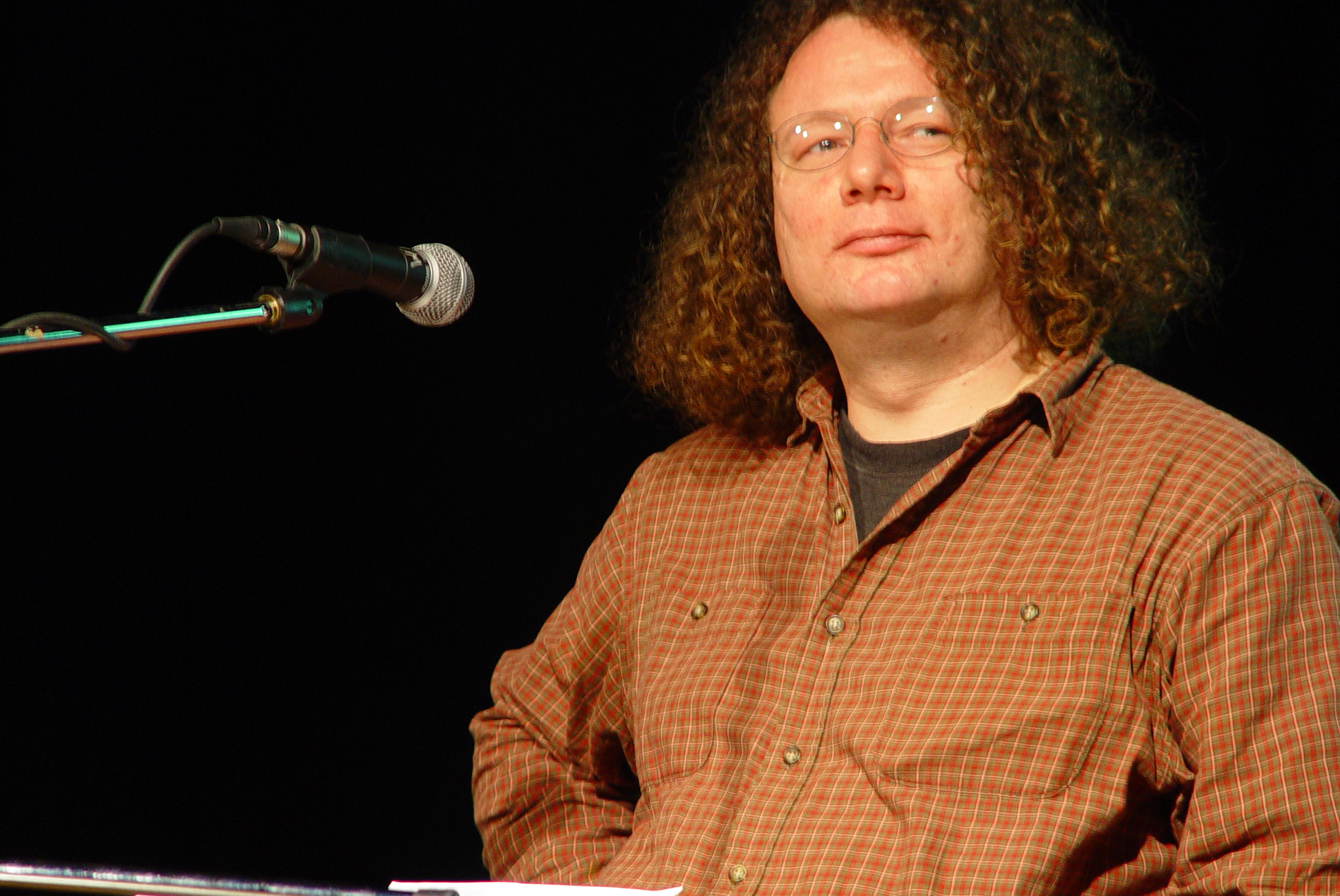
Ingo Schulze 2004

Seine Erfahrungen aus der Zeit in Sankt Petersburg flossen in Schulzes erste Buchveröffentlichung ein. Die Erzählungen in 33 Augenblicke des Glücks (1995) sind im Umfeld der russischen Großstadt angesiedelt. Schulze greift hierbei auf eine Herausgeberfiktion zurück, die seine Texte einem literarisch gebildeten Journalisten aus Deutschland zuschreibt, der in Sankt Petersburg verschwunden sei. Der Erzählband wurde von der Kritik überwiegend positiv aufgenommen. Seine 1998 veröffentlichten Simple Storys spielen im thüringischen Altenburg, wo Schulze gelebt und gearbeitet hatte; im Mittelpunkt stehen die Folgen der Wende auf das Leben seiner Figuren, deren Darstellung das Fehlen jeglicher „Nachwendeweinerlichkeit“ attestiert wurde. Geprägt war der Text durch einen Stil, den Rezensenten als mitleidslos und genau bezeichneten, der Autor selbst als „diesen Short-Story-Ton, [der] die Sache einfacher“ gemacht habe. Günter Grass würdigte Schulze nach Erscheinen des Werkes als einen der „großartigen Erzähler“ der neuen Bundesländer.
Nach der Veröffentlichung mehrerer Erzählungen folgte erst 2005 der nächste Roman Neue Leben. Erzählt wird darin die Geschichte des Autors und Zeitungsredakteurs Enrico Türmer, der im Jahr der deutschen Wiedervereinigung einem Freund, seiner Schwester und einer Geliebten schreibt. Schulze zieht sich erneut in die Position eines Herausgebers zurück, der die Briefe, aus denen der Roman besteht, lediglich aufbereitet habe; er bedient sich damit eines für den Briefroman des 18. Jahrhunderts typischen Kunstgriffs, dessen Reaktivierung von der Kritik nicht einhellig begrüßt wurde. Während FAZ-Kritiker Richard Kämmerlings fragte: „Geht es nicht noch ein bißchen altbackener?“, sah Jörg Magenau von der tageszeitung in dieser Verknüpfung den „eigentliche[n] Clou des Romans“. Das Werk ordneten einige Rezensenten, nicht immer ohne Ironie, als den lange erwarteten „ultimativen Wenderoman“ ein.
Aus Anlass des 800-jährigen Bestehens seiner Geburtsstadt Dresden verfasste Ingo Schulze für den MDR figaro einen am 3. Mai 2006 ausgestrahlten Essay zum Thema „Mythos Dresden“ mit dem Titel Nachtgedanken. Schulze beteiligte sich auch an der Ausstellung „Mythos Dresden“ im Deutschen Hygienemuseum Dresden.
Schulzes Erzählsammlung Handy. 13 Geschichten in alter Manier, die 2007 in die Läden kam, rief fast einhelliges Lob hervor. So beurteilte sie etwa Volker Weidermann in der Frankfurter Allgemeinen Sonntagszeitung, verglichen mit Neue Leben, als „lässiger, einfacher, ruhiger und einfach sehr, sehr schön geschrieben“.
Für breite Aufmerksamkeit auch in überregionalen Medien sorgte Schulzes Dankesrede zur Verleihung des Thüringer Literaturpreises 2007, in der er die steigende Bedeutung des Sponsorings im Kulturbereich bei gleichzeitigem Rückzug des Staates aus diesem thematisierte.
Schulzes Roman Adam und Evelyn, dessen Protagonisten die DDR im Spätherbst 1989 über Ungarn verlassen, erhielt neben fünf weiteren Finalisten eine Nominierung für den Deutschen Buchpreis 2008. 2018 wurde der Roman von Andreas Goldstein unter gleichem Titel verfilmt.
Schulzes 2010 erschienener Erzählband Orangen und Engel. Italienische Skizzen ist entstanden im Zusammenhang mit einem Stipendien-Aufenthalt des Autors in der Villa Massimo in Rom. Es handelt sich dabei um Erzählungen, in denen zumeist einfache Leute aus dem großstädtischen römischen Umfeld im Mittelpunkt stehen; die Geschichten geben sich als tatsächliche Erlebnisse des Autors, sind auch in der Ich-Form erzählt; allerdings verlassen sie dieses autobiographische Muster dann fast unmerklich, werden hintergründig, haben meist auch einen uneindeutigen Schluss.

## Politische Äußerungen
Anfang 2012 wurden Ingo Schulzes in der Süddeutschen Zeitung publizierten Thesen gegen die Ausplünderung der Gesellschaft und seine Dresdner Rede Wider die marktkonforme Demokratie sehr beachtet.
Nach der Bundestagswahl 2013 war er Initiator und einer der Erstunterzeichner des Aufrufs „Wider die Große Koalition“, mit welchem an die SPD appelliert wurde, nicht erneut in eine Koalitionsregierung mit der CDU/CSU einzutreten, sondern mit Grünen und Linken eine Mehrheitsregierung unter Führung der SPD zu bilden. Er ist Mitglied der Gruppe „Neubeginn“.

## Veröffentlichungen

### Romane
- 33 Augenblicke des Glücks. Aus den abenteuerlichen Aufzeichnungen der Deutschen in Piter. Berlin, Berlin Verlag 1995, ISBN 3-8270-0050-5. Als dtv-Taschenbuch, München 1997, ISBN 3-423-12354-0.
- Simple Storys. Ein Roman aus der ostdeutschen Provinz. Berlin, Berlin Verlag 1998, ISBN 3-8270-0051-3.
- Neue Leben. Die Jugend Enrico Türmers in Briefen und Prosa. Berlin, Berlin Verlag 2005, ISBN 3-8270-0052-1.
- Adam und Evelyn. Berlin, Berlin Verlag 2008, ISBN 978-3-8270-0810-7.
- Peter Holtz. Sein glückliches Leben erzählt von ihm selbst. Fischer, Frankfurt am Main 2017, ISBN 978-3-10-397204-7.
- Die rechtschaffenen Mörder. Fischer, Frankfurt am Main 2020, ISBN 978-3-10-390001-9.[18][19]

### Weitere Einzelveröffentlichungen
- Von Nasen, Faxen und Ariadnefäden. Zeichnungen und Fax-Briefe. Mit Helmar Penndorf. Berlin, Friedenauer Presse 2000, ISBN 3-932109-16-3.
- Mr. Neitherkorn und das Schicksal. Erzählung. Edition Mariannenpresse, Berlin 2001, ISBN 3-926433-25-6
- Handy. Dreizehn Geschichten in alter Manier. Berlin, Berlin Verlag 2007, ISBN 978-3-8270-0720-9.
- Tausend Geschichten sind nicht genug. Leipziger Poetikvorlesung 2007. Frankfurt am Main, Suhrkamp 2008, ISBN 978-3-518-06966-0.
- Der Herr Augustin. Mit Julia Penndorf (Illustrationen), Bloomsbury-Kinderbuch. Berlin, Berlin Verlag 2008, ISBN 978-3-8270-5329-9.
- Was wollen wir? Essays, Reden, Skizzen Berlin, Berlin Verlag 2009, ISBN 978-3-8270-0054-5.
- Orangen und Engel. Italienische Skizzen. Mit Matthias Hoch (Fotografien), Berlin, Berlin Verlag 2010, ISBN 978-3-8270-0916-6.
- Unsere schönen neuen Kleider. Gegen eine marktkonforme Demokratie – für demokratiekonforme Märkte, Hanser Verlag, 2012, ISBN 978-3-446-24091-9.
- Henkerslos. Ein Märchenbrevier. Hanser Verlag, 2013, ISBN 978-3-446-24405-4. (Zusammen mit Christine Traber. Mit Illustrationen von Sebastian Menschenmoser).[20]
- gemeinsam mit Kiran Klaus Patel: Doppelt verbunden, halb vereint. Der Beitritt der DDR zur BRD und zur Europäischen Gemeinschaft. Hamburger Edition, Hamburg 2022, ISBN 978-3-86854-353-7.
- zusammen mit Antje Vollmer et al.: Neubeginn. Aufbegehren gegen Krise und Krieg. Eine Flugschrift. VSA Verlag, Hamburg 2022, ISBN 978-3-96488-138-0.
- Zu Gast im Westen. Aufzeichnungen aus dem Ruhrgebiet. Wallstein, Göttingen 2024, ISBN 978-3-8353-5583-5.

### Aufsätze, Reden, Essays
- Das Herakles-Motiv in der „Ästhetik des Widerstands“. In: Wissenschaftliche Zeitschrift der Friedrich-Schiller-Universität Jena (Gesellschafts- und sprachwissenschaftliche Reihe) 36. Jg., 1987, Heft 3, S. 417–422.
- Der Brief meiner Wirtin. Laudatio auf Josua Reichert. In: Sinn und Form 52, 2000, H. 3, S. 435–442.
- Lesen und Schreiben oder „Ist es nicht idiotisch, sieben oder gar acht Monate an einem Roman zu schreiben, wenn man in jedem Buchladen für zwei Dollar einen kaufen kann?“. In: Ute-Christine Krupp, Ulrike Janssen (Hrsg.): Zuerst bin ich immer Leser. Prosa schreiben heute. Frankfurt am Main, Suhrkamp 2000, ISBN 3-518-12201-0, S. 80–101.
- Würde ich nicht lesen, würde ich auch nicht schreiben. Meranier-Gymnasium, Lichtenfels 2002.
- Nachtgedanken. Am 3. Mai 2006 von MDR figaro gesendeter Essay
- Meine kopernikanische Wende. In: Renatus Deckert (Hrsg.): Das erste Buch. Schriftsteller über ihr literarisches Debüt. Frankfurt, Suhrkamp 2007, ISBN 978-3-518-45864-8.
- Signor Candy Man. In: Süddeutsche Zeitung. 5. Januar 2008
- Eine, zwei, noch eine Geschichte/n. Mit Imre Kertész und Péter Esterházy. Berlin, Berlin Verlag 2008, ISBN 978-3-8270-0787-2.
- Popikone. In: Thomas Kraft (Hrsg.): Beat Stories. München, Blumenbar 2008, ISBN 978-3-936738-36-0.
- Fast ein Märchen. In: Sinn und Form. 60, 2008, H. 4, S. 453–457.
- Eine Nacht bei Boris erschienen in der Reihe: Books to Go, Berlin, Deutscher Taschenbuch Verlag, April 2009, ISBN 978-3-423-08222-8.
- Nach der Flut. Laudatio zur Verleihung des Anna-Seghers-Preises an Lukas Bärfuss. In: Sinn und Form. 61, 2009, H. 3, S. 413–419.
- Nützliche Idioten. Für die regierenden Parteien sind die Pegida-Demonstranten eine bequeme Opposition – denn die eigentlichen Fragen werden von ihnen gerade nicht gestellt, in: SZ Nr. 21, 27. Januar 2015, S. 9.
- Der Amerikaner, der den Kolumbus zuerst entdeckte …: Essays. Frankfurt, S. Fischer 2022, ISBN 978-3-10-397043-2.

Dokumentarfilm als Stadtschreiber
- Rettung aus dem Regenwald? ZDF / 3sat 2011, zusammen mit Christine Traber. (Dokumentation über Terra preta bei Burnout – Der erschöpfte Planet. Erstausstrahlung 12. November 2011, 45 Minuten).

Hörspiel
- Das Deutschlandgerät, Regie: Stefan Kanis, MDR 2014
- Augusto, der Richter, mit Paul Herwig (Ich), Christian Redl (Augusto), Judith Rosmair, Krista Posch, Ingo Schulze u. a. Regie: Ulrich Lampen, MDR/BR 2016. Als Podcast/Download im BR Hörspiel Pool.[21]

## Auszeichnungen
- 1995: Alfred-Döblin-Förderpreis
- 1995: Ernst-Willner-Preis beim Ingeborg-Bachmann-Wettbewerb
- 1995: Aspekte-Literaturpreis
- 1998: Johannes-Bobrowski-Medaille
- 2001: Joseph-Breitbach-Preis (gemeinsam mit Dieter Wellershoff und Thomas Hürlimann)
- 2006: Finalist für den Deutschen Buchpreis: Neue Leben
- 2006: Peter-Weiss-Preis der Stadt Bochum
- 2007: Thüringer Literaturpreis
- 2007: Preis der Leipziger Buchmesse (Kategorie: Belletristik)
- 2008: Samuel-Bogumil-Linde-Preis
- 2008: Finalist für den Deutschen Buchpreis: Adam und Evelyn
- 2009: Brüder-Grimm-Professur
- 2009: Longlist des International IMPAC Dublin Literary Award mit der englischen Übersetzung von Neue Leben
- 2011: Mainzer Stadtschreiber[22]
- 2011: Heinrich-Heine-Gastdozentur
- 2012: Literaturpreis des Freien Deutschen Autorenverbands (FDA)
- 2013: Bertolt-Brecht-Preis der Stadt Augsburg
- 2013: Manhae-Preis der Manhae-Foundation Korea[23]
- 2014: Hörspiel des Monats Oktober für Das Deutschlandgerät
- 2017: Rheingau Literatur Preis für Peter Holtz. Sein glückliches Leben erzählt von ihm selbst
- 2017: Nominierung zum Deutschen Buchpreis mit Peter Holtz
- 2019: Werner-Bergengruen-Preis
- 2020: Bundesverdienstkreuz 1. Klasse[24]
- 2021: Preis der Literaturhäuser
- 2021: Kunstpreis der Landeshauptstadt Dresden
- 2021/22: Paderborner Gastdozentur für Schriftstellerinnen und Schriftsteller zusammen mit Frank Witzel
- 2022: Metropolenschreiber Ruhr[25]